# Ectrosia gulliveri
Ectrosia gulliveri är en gräsart som beskrevs av Ferdinand von Mueller. Ectrosia gulliveri ingår i släktet Ectrosia och familjen gräs.
Artens utbredningsområde är Queensland. Inga underarter finns listade i Catalogue of Life.